# Holochroa ochra
Holochroa ochra är en fjärilsart som beskrevs av Frederick H. Rindge 1970. Holochroa ochra ingår i släktet Holochroa och familjen mätare. Inga underarter finns listade i Catalogue of Life.